# Giuseppe De Luca (Fußballspieler)
Giuseppe De Luca (* 11. Oktober 1991 in Varese) ist ein italienischer Fußballspieler.

## Karriere

### Im Verein
De Luca entstammt der Jugend der AS Varese 1910, die ihn 2010 in den Profikader aufnahm. Dort wurde er schnell fester Bestandteil der Mannschaft und kam regelmäßig zu Einsätzen. Bis zu seinem Wechsel 2012 zu Atalanta Bergamo absolvierte er für Varese 44 Spiele und erzielt elf Treffer. Bei Atalanta kam De Luca zwar regelmäßig zum Einsatz, gehörte jedoch nicht zum Stammpersonal. So wurde er 2014 an den FC Bari 1908 verliehen, bei dem er sich sofort durchsetzen konnte. Das Leihgeschäft wurde zweimal verlängert, jedoch im dritten Jahr in der Winterpause beendet und De Luca wechselte per Leihe zu Vicenza Calcio. Nach Ende der Leihe wurde er für die Saison 2017/18 an Virtus Entella verliehen.

### In der Nationalmannschaft
Für die U-20- und U-21-Nationalmannschaft Italiens absolvierte De Luca von 2011 bis 2013 insgesamt 13 Spiele bei fünf Toren.

## Erfolge
- Torschützenkönig der Coppa Italia: 2013/14